# 莫斯曼公園鎮
摩士曼公園鎮乃澳大利亞西澳伯斯大都會內的一個地方政府，位於府城伯斯市之西南14公里；鎮轄境有4.3平方公里，與費利曼圖市相距5公里。2008年，有居民9,096人。

## 議會
鎮議會有議席6座，未分區。

## 外部連結
- 摩士曼公園鎮官方網站
- Local 政府與市政知識網－摩士曼公園鎮 （页面存档备份，存于）